# Город (роман Уильяма Фолкнера)
«Город» (англ. The Town) — вторая книга трилогии Уильяма Фолкнера («Деревушка», «Город», «Особняк») о Сноупсах, посвященной трагедии аристократии американского Юга, которая оказалась перед мучительным выбором: сохранить былые представления о чести и впасть в нищету — или порвать с прошлым и влиться в ряды дельцов-нуворишей, делающих скорые и не слишком чистые деньги на прогрессе.
Циничный Флем Сноупс разбогател, приобрел респектабельность и вес в обществе. Однако вскоре ему предстоит стать не только свидетелем, но и участником трагедии великой любви, жгучей ревности и разрушительных страстей…